# Fausto de Saavedra y Cueto
Fausto de Saavedra y Cueto ( 1842-1880 ) fue un noble y militar español. Ostentó el título de primer conde de Urbasa.

## Biografía
Nacido en 1842, era hijo del duque de Rivas y de María de la Encarnación Cueto y Ortega, ingresó en la Armada, en la que alcanzó el grado de Teniente de navío de primera clase.
En 1875 se le concedió el título nobiliario de conde de Urbasa.
Se casó en 1869 con Fernanda Salamanca y García, hija del marqués de Salamanca. Fueron padres de José de Saavedra y Salamanca, ii marqués de Viana, y de Beatriz de Saavedra y Salamanca, nacida en 1872.